# Жлобин
Жлобин (блр. Жлобін; рус. Жлобин) је град у источном делу Републике Белорусије, и административни центар Жлобинског рејона Гомељске области. Највећи је град у области после Гомеља и Мазира.
Према проценама за 2012. у граду је живело 80.200 становника.

## Географија
Жлобин се налази у равници Гомељског Полесја на обалама реке Дњепру, на око 93 км северозападно од административног центра области града Гомеља и на око 215 км југоисточно од главног града земље Минска.

## Историја
Према неким археолошким истраживањима током XV и XVII века постојала је Жлобинска тврђава на месту ушћа реке Чорночке у Дњепар. У време ратова између Руса и Пољака (1654—1667) атаман И. Золотаренко који је ратовао на страни Велике московске кнежевине извештавао је о спаљивању Злобинског утврђења.
Краљ Пољске и велики кнез Литваније Станислав Август је 1790. Жлобину доделио одређене привилегије према којима су становници насеља имали право на један пијачни дан недељно и на 4 сајма годишње. Након распада Пољско-Литванске државе 1793. Жлобин улази у састав Руске Империје као насеље Рагачовског округа Могиљовске губерније.
Од 25. марта 1918. део је Белоруске државе. Године 1919. постаје окружни центар. Од 17. јула 1924. административни је центар у границама Бабрујског округа, а административни статус града има од 3. јула 1925. године. Део Жлобинског рејона је од 1938.

## Становништво
Према процени, у граду је 2012. живело 80.200 становника.
| 1979.  | 1989.  | 1999.  | 2009.  | 2012.  |
| ------ | ------ | ------ | ------ | ------ |
| 35.422 | 56.695 | 56.695 | 75.866 | 80.200 |

По националном саставу: Белоруси — 79,8%, Руси — 15,1%, Украјинци — 2,8%, Роми — 0,5% и остали −1,8%.

## Међународна сарадња
1. Викса, Русија
2. Скаленге, Италија